# Sjunga om Jesu nåd
Sjunga om Jesu nåd är ett album från 1982 av den kristna sångaren Artur Erikson. På skivan medverkar även kören Troendegruppen. Sångerna på den här skivan är skrivna av Lina Sandell med tonsättning av Oscar Ahnfelt.

## Låtlista

### Sida 1
1. Herrens nåd är var morgon ny
2. Hos Gud är idel glädje
3. Var är du
4. Alla herrens vägar äro
5. Närmare o Jesus Krist till dig
6. O må vi Herrens godhet

### Sida 2
1. Låtom oss sjunga
2. Är det sant att Jesus är min broder
3. Herre samla oss nu alla
4. Vem klappar så sakta
5. Vid Jesu hjärta är det lugnt
6. Blott en dag ett ögonblick i sänder